# Das Wirtshaus „Zum König Przemysl“
Das Wirtshaus „Zum König Przemysl“ ist ein 1913 erschienener Studentenroman von Karl Hans Strobl.

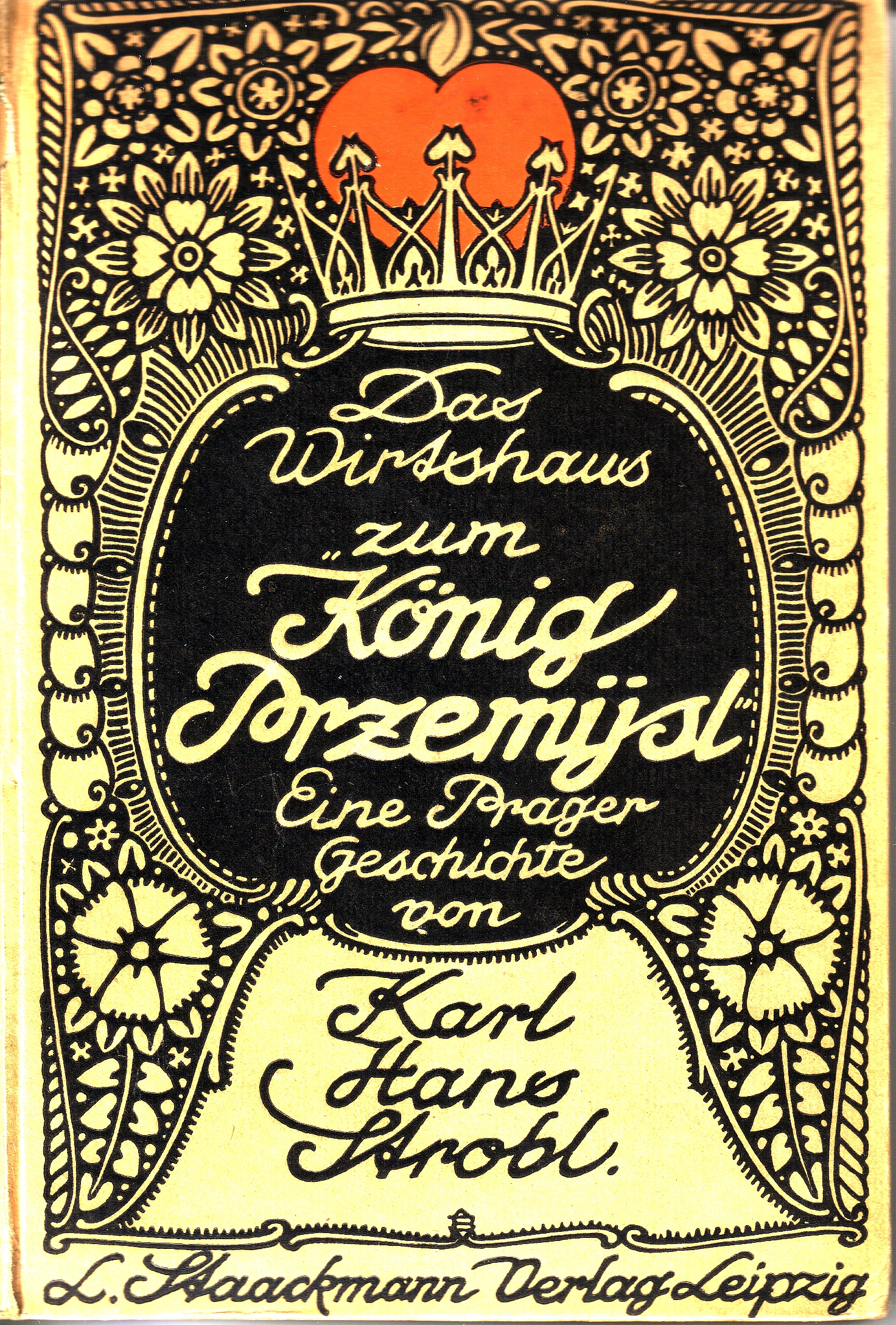
Titelblatt der Ausgabe 1913

## Historischer Hintergrund der Handlung
Wie in Strobls Roman Die Vaclavbude bildet den Rahmen der Handlung der deutsch-tschechische Nationalitätenkonflikt in Böhmen und Mähren im letzten Drittel des 19. Jahrhunderts mit der sogenannten Badeni-Krise im Zentrum. Kasimir Felix Graf Badeni hatte als Ministerpräsident von Cisleithanien am 5. April 1897 eine Sprachenverordnung erlassen, in deren Folge es zu einer Staatskrise kam. Höhepunkt waren gewaltsame Ausschreitungen Ende November 1897 in Prag und anderen tschechischen Städten.

## Handlung
Der deutsche Student Fritz ist Angehöriger der (fiktiven) Prager Burschenschaft Libertas. Er wohnt als Untermieter bei der Oberlehrerswitwe Sidonie Haberbauer im Stadtviertel hinter der Prager Teynkirche. Im selben Gebäude befindet sich die Gaststätte „Zum König Przemysl“. Dieses Lokal ist Treffpunkt tschechischer (und antideutscher) Demonstranten und Verschwörer. Nachdem Fritz sich in Ludmilla Wanda, die Tochter des Wirts verliebt, weist diese ihn zunächst ab. Als Fritz aber bei einem Anschlag auf seine Burschenschaft in Lebensgefahr gerät, rettet ihn Ludmilla, indem sie ihn in ihrem Zimmer versteckt. In den folgenden Wochen entwickelt sich eine romantische Liebesbeziehung zwischen den beiden. Als die tschechischen Demonstranten davon erfahren, nehmen sie Ludmilla gefangen. Als Fritz versucht, sie zu befreien, wird Ludmilla von den Geiselnehmern erschlagen, Fritz selbst schwer verwundet.

## Rezeption
Egon Erwin Kisch hat zu Strobls Roman formuliert: 

„Man liest es atemlos, denn das Literarische erschlägt die Handlung nicht.“

## Sekundärliteratur